# George Julius Gulack
George Julius Gulack (* 12. Mai 1905 in Riga, Russisches Kaiserreich; † 27. Juli 1987 in Boca Raton, Florida) war ein US-amerikanischer Turner.
Gulack wurde in Lettland geboren und begeisterte sich schon früh für das Turnen. Im Jahr 1922 kam er nach Amerika und widmete sich auch hier seinem Sport. Seine beste Disziplin waren die Ringe, an denen er bei den Olympischen Spielen 1932 sogar die Goldmedaille holte.  Außerdem holte er 1928 und 1935 zwei nationale Titel. Gulack wurde nach seiner aktiven Karriere einer der führenden Personen dieses Sports. So war er 1948 bei der Entwicklung internationaler Regeln beteiligt. Er war Trainer der olympischen Turnermannschaft bei den Olympischen Spielen 1948 und für eine Zeit von über 25 Jahren auch Kampfrichter. Außerdem war Gulack Vizepräsident der Fédération Internationale de Gymnastique (FIG) und von 1934 bis 1958 Mitglied des US-amerikanischen Olympischen Komitees (USOC).